# Oospila fimbripedata
Oospila fimbripedata là một loài bướm đêm trong họ Geometridae.